# Одеса (Њујорк)
Одеса (енгл. Odessa) град је у америчкој савезној држави Њујорк.

## Демографија
По попису из 2010. године број становника је 591, што је 26 (-4,2%) становника мање него 2000. године.
| Група             | 2000.       | 2010.       |
| Белци             | 595 (96,4%) | 579 (98,0%) |
| Афроамериканци    | 5 (0,8%)    | 0 (0,0%)    |
| Азијати           | 0 (0,0%)    | 0 (0,0%)    |
| Хиспаноамериканци | 9 (1,5%)    | 3 (0,5%)    |
| Укупно            | 617         | 591         |